# Kotvina
Kotvina är en ort i Tjeckien.   Den ligger i distriktet Okres Chomutov och regionen Ústí nad Labem, i den nordvästra delen av landet, 90 km väster om huvudstaden Prag. Kotvina ligger 332 meter över havet och antalet invånare är 106.
Terrängen runt Kotvina är huvudsakligen kuperad. Kotvina ligger nere i en dal. Runt Kotvina är det ganska tätbefolkat, med 199 invånare per kvadratkilometer. Närmaste större samhälle är Klášterec nad Ohří, 3,4 km nordost om Kotvina. I omgivningarna runt Kotvina växer i huvudsak blandskog.